# Isei Colati
Isei Colati Koliavu (23 de dezembro de 1983) é um jogador de rugby fijiano, que joga na posição de forward.

## Carreira
Isei Colati integrou o elenco da Seleção de Rugby Union de Fiji na Copa do Mundo de Rugby Union de 2015.